# Tour Generali
La Tour Generali fue un rascacielos propuesto que iba a ser construido en el barrio de negocios de La Défense in Courbevoie (Hauts-de-Seine, Francia).
El proyecto se inició oficialmente el 18 de octubre de 2006 y fue un encargo de la compañía italiana de seguros Assicurazioni Generali. Como parte del proyecto de modernización de La Défense, el proyectyo iba a ser construido por Vinci en los antiguos terrenos donde se situaba el edificio Iris, completado en 1983. La altura prevista inicialmente para la Tour Generali era de 319 metros desde rasante, con un coste aproximado de 500 millones de euros.
El edificio habría contado con  400 m² de células fotoeléctricas, 800 m² de paneles solares y 18 turbinas de viento axiales para producir energía. Otras iniciativas medioambientales incluían ventilación mixta purgada por la noche, empleo de aislantes térmicos, sistema multizona de aire acondicionado, etc. Posteriormente la Tour Generali sufrió un rediseño y su altura se redujo hasta los 265 m, lo que implicaba perder el título de edificio más alto de la Unión Europea. Finalmente el proyecto fue cancelado en 2011.